# Брянская, Анна Матвеевна
Анна Матвеевна Брянская (1796—1878) — русская драматическая актриса

.

## Биография
Родилась в 1796 году; она была ученицей князя Александра Александровича Шаховского и впервые дебютировала 8 февраля 1814 года в оперетке «Казак-стихотворец», в роли Маруси, под фамилией Степанова. 

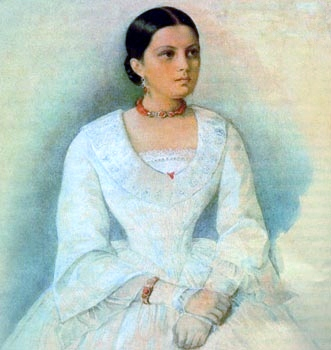
Авдотья Панаева
(дочь четы Брянских)

Выйдя несколько позже замуж за актёра Якова Григорьевича Брянского, она, наряду с мужем, занимала видное место в петербургской русской драматической труппе. 
Отличаясь красивой внешностью, она проявляла в игре много простоты и непосредственного чувства, за что и пользовалась известностью. Помимо драм, Брянская нередко выступала в комедиях и оперетках, обнаруживая и комический талант. Среди товарищей по сцене Брянская пользовалась искренней любовью и уважением. Ещё до смерти мужа (в феврале 1853 года) Брянская покинула сцену, но не переставала живо интересоваться всем, происходившим в театральной жизни и почти до самой смерти следила за текущею литературой и театром.
Анна Матвеевна Брянская умерла в городе Санкт-Петербурге 4 августа 1878 года.
Её дочь Авдотья Головачева-Панаева стала писательницей-мемуаристкой и описала некоторые факты из биографий матери и отца в книге «Русские писатели и артисты. 1824—1870» (СПб., 1890). 